# 麗音
麗音（れおん、英語表記LeoN）とは日本の女性歌手。
2008年2月6日、徳間ジャパンより『トキノ旅人』でデビュー。2010年10月、活動を終了。

## 来歴
- 2006年7月 - 「麗音」として活動を開始。
- 2007年8月 - 『トキノ旅人』がブルボンのチョコレート「アルフォート」のCMタイアップ曲として放送
- 2008年2月 - マキシシングル『トキノ旅人』を徳間ジャパンよりリリース
- 2010年10月 - 活動を終了。